# Георги Калайджиев (хирург)
Вижте пояснителната страница за други значения на Георги Калайджиев.
Георги Тодоров Калайджиев е български лекар – специалист по гръдна хирургия и онкология.
От 2003 г. е доцент и ръководител на отделението по гръдна хирургия в УСБАЛО в София. От 2016 г. е професор.